# 소설 목민심서
《소설 목민심서》는 2000년 5월 1일부터 2000년 10월 12일까지 방송되었던 KBS 2TV 수목 드라마였다.

## 방송 시간
| 구분        | 방송 기간                          | 방송 시간                                           |
| ----------- | ---------------------------------- | --------------------------------------------------- |
| 일일 드라마 | 2000년 5월 1일 ~ 2000년 7월 21일   | 매주 월요일 ~ 금요일 오후 9시 20분 ~ 오후 9시 50분  |
| 수목 드라마 | 2000년 7월 26일 ~ 2000년 10월 12일 | 매주 수요일 ~ 목요일 오후 9시 50분 ~ 오후 10시 50분 |

## 등장 인물
- 이진우 : 소설가 정약용 역
- 김성령 : 기생 비안 역
- 김규철 : 정약전 역
- 김인태 : 목만중 역
- 김흥기 : 정조 역
- 변희봉 : 서용보 역
- 임병기 : 홍낙안 역
- 임혁 : 심환지 역
- 전무송 : 채제공 역
- 차광수 : 정약종 역
- 이영후 : 신부 주문모 역
- 최정원 : 다산 처 역
- 최종환 : 이기경 역
- 한인수 : 이가환 역
- 강인덕 : 천만호 역
- 김영란 : 정순왕후 역
- 심지호 : 인하 역
- 윤정근 : 순조 역
- 박웅 : 김종수 역
- 권은아 : 기생 강진현 역
- 김명수 : 이벽 역
- 김영선
- 박상규
- 맹호림
- 오주이
- 박용진
- 안해숙
- 하덕성
- 이인철
- 조양자
- 홍순창
- 한진주
- 이명호
- 윤예리

## 참고 사항
- 2000년 5월 1일부터 2000년 7월 21일까지는 오후 9시 20분에 KBS 2TV 일일 드라마로 방송됐으며 2000년 7월 26일부터 2000년 10월 12일까지는 KBS 2TV 수목 드라마로 방송됐다.
- 소설가, 정약용을 이진우가 1인 2역으로 연기하면서 생긴 혼란이 컸던 것과 드라마를 너무 의식한 기법이 드라마의 흐름을 끊었다는 지적이 있었다.[1]
- 1996년 《오늘은 남동풍》 이후 4년 만에 KBS 2TV 일일 드라마를 재개했지만 《소설 목민심서》가 KBS 2TV 수목 드라마로 편성 변경된 후 한 동안 KBS 2TV 일일 드라마는 편성·방송되지 않고 해당 시간대에 KBS 2TV 일일 시트콤 《멋진 친구들》이 편성 변경되었다. 이후 2001년 11월 5일 《여자는 왜?》라는 작품으로 KBS 2TV 일일 드라마를 재개했다.
- KBS 2TV 수목 드라마를 재개할 수 밖에 없는 이유는 1999년 드라마 망국론이 제기되면서 공영성 강화를 명분으로 수목 드라마가 폐지되었지만 평일, 주말을 잇는 징검다리성 드라마 공백은 드라마 부문 뿐 아니라 전체 시청률에도 영향을 미치기 때문이다. 가을 개편 때 《소설 목민심서》가 종영되면 수목 드라마 시간대가 확보되면서 자연스럽게 편성 전략을 택한 셈이다. 그렇지만 공영성 강화를 명분으로 수목 드라마를 폐지했던 시청자와의 약속을 져 버리고 결국 다시 시청률 경쟁에 뛰어든 것이기 때문에 비난을 살만하다.[2]